# Бек де Мортањ
Бек де Мортањ (фр. Bec-de-Mortagne) насеље је и општина у северној Француској у региону Горња Нормандија, у департману Приморска Сена која припада префектури Авр.
По подацима из 2011. године у општини је живело 684 становника, а густина насељености је износила 57,29 становника/km². Општина се простире на површини од 11,94 km². Налази се на средњој надморској висини од 50 метара (максималној 135 m, а минималној 32 m).

## Демографија
| 1962. | 1968. | 1975. | 1982. | 1990. | 1999. | 2011. |
| ----- | ----- | ----- | ----- | ----- | ----- | ----- |
| 534   | 569   | 525   | 555   | 576   | 615   | 684   |

График промене броја становника у току последњих година